# Championnat de RDA de football (Bezirksliga) Dresde
La Bezirksliga Dresden fut une ligue de football à l’époque de l’ancienne RDA.
Elle couvrait le territoire du district (en allemand : Bezirk) de Dresde. Elle était située, dans l’actuel Land de Saxe.
Durant 31 des 38 saisons de son existence, cette ligue représenta le 3e niveau de la hiérarchie du football est-allemand. De la fin de saison 1954-1955 au terme de la compétition 1962-1963, elle fut le 4e niveau, en raison de la création de la II. DDR-Liga.

## Histoire
Avec la création de la République démocratique allemande, en octobre 1949, une ligue supérieure de football avait été mise sur pied par les autorités communistes dès la saison 1948-1949. Lors du championnat suivant, la plus haute division fut renommée DDR-Oberliga.

Les 15 Bezirke (districts) de 1952 à 1990.

Un an après cette ligue supérieure, la « section football » du Deutscher Sportausschuß (DS) (le comité chargé de la gestion et du contrôle des activités sportives en RDA) décida de constituer un second niveau. Celui-ci fut dénommé DDR-Liga.
En dessous de ces deux premiers niveaux, le football resta structuré sur base de la subdivision administrative du pays en Länder (Brandebourg, Mecklembourg, Saxe, Saxe-Anhalt et Thuringe) auxquels s’ajoutait la zone de Berlin-Est, choisi comme capitale de l’État.
En 1952, les autorités communistes modifièrent le découpage administratif de l’Allemagne de l’Est. Les Länder furent remplacés par 15 districts (en allemand : Bezirk) : District de Berlin, Dresde, Karl-Marx-Stadt, Leipzig, Gera, Erfurt, Suhl, Halle, Magdeburg, Cottbus, Potsdam, Frankfort/Oder, Neubrandenbourg, Schwerin, Rostock.
La structure sportive suivit le mouvement avec la création au sein de chaque Bezirk d’une division la plus haute appelée Bezirksliga.
Sous chaque Bezirksliga se trouvèrent des Bezirksklasse (dont le nombre varia selon la grandeur du district concerné).
La plupart du temps, la Bezirksliga fut jouée sous forme d’une série unique, mais il arriva que certaines comportent, temporairement deux tableaux ou plus.

## Palmarès

### 1952 à 1955 « (niveau 3) »
| Ordre | Saison    | Champion          | Nom actuel                  | Promu | Remarques         |
| ----- | --------- | ----------------- | --------------------------- | ----- | ----------------- |
| 1     | 1952-1953 | BSG Stahl Freital | FV Blau-Weiss Stahl Freital | Oui   | Promu en DDR-Liga |
| 2     | 1953-1954 | BSG Motor Bautzen | FSV Budissa Bautzen         | Oui   | promu en DDR-Liga |
| 3     | 1954-1955 | BSG Stahl Riesa   | TSV Stahl Riesa             | Oui   | promu en DDR-Liga |

### Tour de transition (1955)
À la fin du championnat 1954-1955, les autorités est-allemandes décidèrent que les compétitions suivraient le modèle soviétique. C'est-à-dire qu’elles débutèrent au début du printemps et se terminèrent à la fin de l’automne de la même année calendrier. Durant l’automne 1955, il fut disputé un tour de transition (en allemand : Übergangsrunde) sans montée ni descente. Ce système s’arrêta après la saison 1960. Les compétitions reprirent alors selon un schéma plus conventionnel à partir de la fin de l’été 1961, soit huit mois après la fin de la saison précédente.
| Ordre | Saison | Champion          | Nom actuel                | Promu | Remarques                       |
| ----- | ------ | ----------------- | ------------------------- | ----- | ------------------------------- |
| x     | 1955   | BSG Motor Görlitz | NFV Gelb-Weiss Görlitz 09 |       | Pas de montant ou de descendant |

### 1956 à 1963 « (niveau 4) »
En 1955, en plus du passage au modèle soviétique, les dirigeants communistes scindèrent la DDR-Liga, directement supérieure aux Bezirksligen. Si dans l’esprit des politiciens la DDR-Liga n’était que partagée en deux, il était clair que chaque Bezirksliga devint de facto une Division 4.
À partir de la saison 1958 et jusqu’à sa dissolution auterme du championnat 1962-1963 la II. DDR-Liga directement supérieure compta 5 séries. Les 15 champions de Bezirksliga y furent directement promus. En dehors de cette période, un tour final entre les champions de Bezirksliga désigna les montants.
Lors de la saison 1961-1963, la Bezirksliga Dresden se joua en deux groupes. Une finale opposa les deux vainqueurs pour désigner le champion (Bezirksmeister).
| Ordre | Saison    | Champion              | Nom actuel                | Promu | Remarques             |
| ----- | --------- | --------------------- | ------------------------- | ----- | --------------------- |
| 4     | 1956      | BSG Chemie Riesa      | SC Riesa                  | Oui   | Promu en II. DDR-Liga |
| 5     | 1957      | SG Dynamo Dresden     | SG Dynamo Dresden         | Oui   | Promu en II. DDR-Liga |
| 6     | 1958      | BSG Motor Görlitz     | NFV Gelb-Weiss Görlitz 09 | Oui   | Promu en II. DDR-Liga |
| 7     | 1959      | BSG Stahl Gröditz     | FV Gröditz                | Oui   | Promu en II. DDR-Liga |
| 8     | 1960      | BSG Chemie Riesa      | SC Riesa                  | Oui   | Promu en II. DDR-Liga |
| 9     | 1961-1962 | BSG Lokomotive Zittau | VfB Zittau                | Oui   | Promu en II. DDR-Liga |
| 10    | 1962-1963 | ASG Vorwärts Zittau   | Disparu                   | Oui   |                       |

### 1963 à 1991 « (niveau 3) »
À la suite de la dissolution de la II. DDR-Liga à la fin de la saison 1962-1963, chaque Bezirksliga redevint la Division 3.
À partir de la saison 1971-1972 et jusqu’au terme du championnat 1982-1983 la DDR-Liga directement supérieure compta 5 séries. Les 15 champions de Bezirksliga y furent directement promus. En dehors de cette période, un tour final entre les champions de Bezirksliga désigna les montants.
| Ordre | Saison    | Champion                      | Nom actuel                | Promu | Remarques                                                        |
| ----- | --------- | ----------------------------- | ------------------------- | ----- | ---------------------------------------------------------------- |
| 11    | 1963-1964 | BSG Chemie Riesa              | SC Riesa                  | Oui   | Promu en DDR-Liga                                                |
| 12    | 1964-1965 | BSG Motor Görlitz             | NFV Gelb-Weiss Görlitz 09 | Oui   | Promu en DDR-Liga                                                |
| 13    | 1965-1966 | TSG Gröditz                   | FV Gröditz                | Non   |                                                                  |
| 14    | 1966-1967 | BSG Chemie Riesa              | SC Riesa                  | Non   |                                                                  |
| 15    | 1967-1968 | BSG Chemie Riesa              | SC Riesa                  | Oui   | Promu en DDR-Liga                                                |
| 16    | 1968-1969 | TSG Gröditz                   | FV Gröditz                | Non   |                                                                  |
| 17    | 1969-1970 | SG Dynamo Dresden II          | SG Dynamo Dresden         | Oui   | Promu en DDR-Liga                                                |
| 18    | 1970-1971 | ASG Vorwärts Löbau            | Disparu                   | Oui   | Promu en DDR-Liga avec son vice-champion                         |
| 19    | 1971-1972 | BSG Stahl Riesa II            | TSV Stahl Riesa           | Non   | Le vice-champion, RSG Gröditz fut promu en DDR-Liga              |
| 20    | 1972-1973 | BSG Stahl Riesa II            | TSV Stahl Riesa           | Oui   | Promu en DDR-Liga                                                |
| 21    | 1973-1974 | BSG Motor Bautzen             | FSV Budissa Bautzen       | Oui   | Promu en DDR-Liga                                                |
| 22    | 1974-1975 | BSG Stahl Riesa II            | TSV Stahl Riesa           | Oui   | Promu en DDR-Liga                                                |
| 23    | 1975-1976 | BSG Fortschritt Bischofswerda | Bischofswerdaer FV 08     | Oui   | Promu en DDR-Liga                                                |
| 24    | 1976-1977 | BSG Motor WAMA Görlitz        | NFV Gelb-Weiss Görlitz 09 | Oui   | Promu en DDR-Liga                                                |
| 25    | 1977-1978 | BSG Motor Robur Zittau        | VfB Zittau                | Oui   | Promu en DDR-Liga                                                |
| 26    | 1978-1979 | ASG Vorwärts Kamenz           | Disparu                   | Oui   | Promu en DDR-Liga                                                |
| 27    | 1979-1980 | TSG Gröditz                   | FV Gröditz                | Oui   | Promu en DDR-Liga                                                |
| 28    | 1980-1981 | BSG Robur Zittau              | VfB Zittau                | Oui   | Promu en DDR-Liga                                                |
| 29    | 1981-1982 | BSG Fortschritt Neustadt      | SSV Neustadt/Sachsen      | Oui   | Promu en DDR-Liga                                                |
| 30    | 1982-1983 | BSG Stahl Riesa II            | TSV Stahl Riesa           | Non   | Le vice-champion, BSG Empor/Tabak Dresden, fut promu en DDR-Liga |
| 31    | 1983-1984 | SG Dynamo Dresden II          | SG Dynamo Dresden         | Oui   | Promu en DDR-Liga                                                |
| 32    | 1984-1985 | BSG Fortschritt Neustadt      | SSV Neustadt/Sachsen      | Non   |                                                                  |
| 33    | 1985-1986 | TSG Gröditz                   | FV Gröditz                | Non   |                                                                  |
| 34    | 1986-1987 | TSG Gröditz                   | FV Gröditz                | Non   |                                                                  |
| 35    | 1987-1988 | BSG Fortschritt Neustadt      | SSV Neustadt/Sachsen      | Non   |                                                                  |
| 36    | 1988-1989 | BSG Fortschritt Neustadt      | SSV Neustadt/Sachsen      | Non   |                                                                  |
| 37    | 1989-1990 | BSG Fortschritt Neustadt      | SSV Neustadt/Sachsen      | Oui   | Promu en Landesliga Sachsen                                      |
| 38    | 1990-1991 | Dresdner SC                   | Dresdner SC               | Oui   | Promu en Landesliga Sachsen                                      |

## Classements des champions

Ancien logo du TSG Gröditz

Quinze entités différentes remportèrent le titre de la Bezirksliga Dresden. Le TSG Gröditz fut le plus titré.
| Ordre | Clubs                         | Nom actuel                  | Titres | Autres appellations |
| ----- | ----------------------------- | --------------------------- | ------ | --- |
| 1     | TSG Gröditz                   | FV Gröditz                  | 6      | ZSG Gröditz, BSG Stahl Gröditz qui fusionna en 1961 avec le BSG Rotation Gröditz pour former TSG Gröditz. Après 1990, le club reprit son appellation historique de FV Gröditz 1911. |
| 2     | BSG Fortschritt Neustadt      | SSV Neustadt/Sachsen        | 5      | créé en 1945 comme SG Neustadt, devint BSG Stahl Neustadt à l'été 1949 puis en 1957 fut associé à son rival local du BSG Motor Neustadt sous le nom de BSG Einheit Neustadt. En 1970, le club devint le BSG Fortschritt Neudstadt. Après 1990, il devint le SV Fortschritt Neustadt. En 1996, la fabrique de machines agricoles qui soutenait le club fut mise en liquidation et le terme Fortschirtt disparut. En 2002, le club joua sous le nom de SSV Neustadt/Hohwald. |
| 3     | BSG Chemie Riesa              | SC Riesa                    | 5      | 1948 SG Gummiwerk Riesa. 1951, BSG Chemie Riesa. Après 1990, SV Pneumant Riesa, puis en 1991 SV Grün-Weiss Riesa-Röderau. En 1993 avec la section football du SC Riesa pour former SC Riesa-Röderau. En 1998, fusion avec Riesaer SV Blau-Weiss pour former FC Stahl 98 qui est en faillite en 2003. Une partie de l'équipe rejoint alors le SC Riesa. |
| 4     | BSG Motor WAMA Görlitz        | NFV Gelb-Weiss Görlitz 09   | 4      | |
| 5     | BSG Stahl Riesa II            | TSV Stahl Riesa             | 4      | |
| 6     | BSG Lok/Motor Robur Zittau    | VfB Zittau                  | 3      | créé en 1945 comme SG Zittau. En 1950 et 1951 le club porta plusieurs appellations ZSG Zittau, BSG Textil Zittau puis BSG Fortschritt-Mitte Zittau. En 1954, le club devint BSG Lokomotive Zittau. En 1971, le club devint BSG Motor Robur Zittau, puis en 1980 BSG Robur Zittau. Après 1990, il devint le VfB Zittau. |
| 7     | BSG Motor Bautzen             | FSV Budissa Bautzen         | 2      | SG Bautzen-Süd, BSG Motor Bautzen |
| 8     | SG Dynamo Dresden II          | SG Dynamo Dresden           | 2      | |
| 9     | BSG Fortschritt Bischofswerda | Bischofswerdaer FV 08       | 1      | créé en 1945, comme SG Bischofswerda.Renommé BSG Industrie Bischofswerda, en 1950, puis BSG Einheit Bischofswerda en 1952. LE club devint le BSG Motor Bischofswerda en 1956 puis le BSG Fortschritt Bischofswerda en 1972. En 1990, il devint le FV Fortschritt Bischofswerda puis adopta le nom de Bischofswerdaer FV 08 en 1991. |
| 10    | SG Dynamo Dresden             | SG Dynamo Dresden           | 1      | reconstitution en 1955 sur base du DHfK Leipzig après le déménagement du premier Dynamo Dresde vers Berlin. Renommé 1.FC Dynamo Dresden en 1990, il retrouva son appellation de SG Dynamo Dresden en 2006. |
| 11    | BSG Stahl Freital             | FV Blau-Weiss Stahl Freital | 1      | En 1946, SG Einheit Freital-Ost. En 1948, SG Freital-Ost puis BSG Stahl Freital, en 1950. Après 1990, le club devint FV Blau-Weiss Stahl Freital' |
| 12    | ASG Vorwärts Kamenz           | Disparu                     | 1      | fut l’ASG Vorwärts Cottbus jusqu'en 1974. |
| 13    | ASG Vorwärts Löbau            | Disparu                     | 1      | |
| 14    | BSG Stahl Riesa               | TSV Stahl Riesa             | 1      | SG Riesa, BSG Stahlwerk Riesa, 1954 SC Stahl Riesa, 1957 nouvelle section football au BSG Stahl Riesa puis FC Stahl Riesa, Riesaer SV et enfin Riesaer SV Blau-Weiss qui fusionna en 1998 avec SV Grün-Weiss Riesa-Röderau pour former FC Stahl Riesa 98. Faillite en 2003. Refondation sous le nom de TSV Stahl Riesa. |
| 15    | ASG Vorwärts Zittau           | Disparu                     | 1      | |